# 밀레나 차른트케
밀레나 차른트케(Milena Tscharntke, 1996년 4월 3일 ~ )는 독일의 배우이다. 2019 독일 황금카메라상 신인상 수상자이다.